# Somewhere Out There
『Somewhere Out There』（サムホウェア・アウト・ゼアー）は、日本のポップ・ロックバンドMONKEY MAJIKが、2012年3月7日に発売した通算7枚目（メジャー5枚目）のオリジナルアルバム。

## 概要
2011年3月11日に発生した東日本大震災後初のアルバムとなる。LIVE映像付き限定盤（CD+DVD）、通常盤（CDのみ）の2形態で発売。

## 収録曲

### CD
1. Headlight
  - 15thシングル
  - テレビ朝日系列「東北笑顔プロジェクト」インフォマーシャルCMソング
  - JR東日本「沿線スマイルプロジェクト」BGM
  - アルバム発売に際して新しいバージョンのミュージックビデオが制作された。
2. Black Hole
3. ホワイトノイズ
4. U.F.O
  - 靴のチヨダ「Duo Motions」CMソング（関東地区限定）
5. Go with U
6. RAIN
7. 足跡
  - フジテレビ系「グラジオラスの轍 Road to London」テーマソング
8. my home town
  - 「言葉にできない～小田和正ベストカバーズ～」参加作品
  - 東日本放送「とうほく元気です!TV」テーマ曲
9. トビラ
  - 「Headlight」カップリング曲
  - 株式会社ワンダーラボラトリー製作ドキュメンタリー映画「ガレキとラジオ」主題歌
10. HERO
  - 16thシングル
  - 日本赤十字社「はたちの献血」CMソング
11. 木を植えた男
  - 2011年6月22日に配信限定でリリースされた、震災後初めて制作された曲。
  - 東京都現代美術館「フレデリック・バック展」イメージソング

### DVD
1. goin' places
2. tired
3. 大丈夫
4. アイシテル
5. Lily
6. Angel
7. 空はまるで
8. Open Happiness
9. One Moment
10. I like pop
11. 魔法の言葉
12. FOREVER